# Théodore de Banville
Étienne-Claude-Jean-Baptiste-Théodore-Faullain de Banville (14 de março de 1823 - 13 de março de 1891) melhor conhecido apenas como Théodore de Banville, foi um poeta francês de meados do século XIX.

## Carreira
Discípulo tardio dos românticos, líder do movimento parnasiano, colaborador de muitas das críticas literárias do seu tempo e influência nos simbolistas Seu primeiro livro do verso, As Cariátides (1842), deveu muito ao estilo e à maneira de Victor Hugo. Seu Pequeno Tratado sobre a Poesia Francesa (1872) mostra seu interesse pelos detalhes técnicos da versificação, dos quais se tornou mestre. Considerou a rima como o elemento mais importante no verso francês. Seguindo o exemplo do crítico Charles Sainte-Beuve, que ressuscitou o interesse pelo soneto, experimentou várias formas fixas negligenciadas desde meados do século XVI - por exemplo, a balada e o rondó. A principal característica de sua poesia é seu virtuosismo técnico, mas os coetâneos também admiravam sua delicada inteligência e fantasia. Sua coleção mais conhecida é Odes Fantásticas de 1857).

## Publicações

### Prosa e poesia
- Les Cariatides, poemas, 1842
- Querelle, poemas, Roses de Noël
- Les Stalactites, poemas, 1846
- Odelettes, poemas, 1856
- Odes funambulesques et Le Sang de la Coupe, poemas, 1857. Essas coleções lhe trazem consagração e marcam uma evolução rumo a mais flexibilidade e charme.
- Esquisses parisiennes, poemas, 1859
- Améthystes, poemas, 1863
- La Mer de Nice - Lettres à un ami, Poulet-Malassis, 1865
- Contribuições para Parnasse contemporain, 1866, 1871, 1876
- Les Camées parisiens, 1866 (em três séries independentes, publicadas separadamente, em pequenas quantidades, entre 1866 e 1873 por René Pincebourde)
- Les Exilés, poésies, 1867
- Nouvelles odes funambulesques, poemas, 1869
- Idylles prussiennes, 1870-1871
- Petit traité de poésie française, 1871. Texto do qual se afastou gradualmente da poesia contemporânea após um violento desacordo com o simbolismo.
- Théophile Gautier, ode, 1872
- Trente-six Ballades joyeuses, 1873
- Rondels composés à la manière de Charles d'Orléans et Les Princesses, sonetos, 1874
- Les Occidentales et Rimes dorées, 1875
- Roses de Noël, 1878
- Contes pour les Femmes, 1881
- Contes féeriques, 1882
- Mes souvenirs, 1882
- Petites Études: La Lanterne magique, G. Charpentier, ed., 1883
- Nous tous, 1883
- Contes héroïques, 1884
- Contes bourgeois, 1885
- Lettres chimériques, 1885
- Les Servantes, 1885.
- Le Forgeron, poema, 1887
- Madame Robert, contos, 1887
- Les Belles Poupées, 1888
- Marcelle Rabe, romance, 1891
- Sonnailles et clochettes, 1891

### Obras póstumas
- Dans la fournaise, poemas, 1892
- Critiques, 1917.